# Лахнер, Франц
Франц Пауль Лахнер (нем. Franz Paul Lachner; 2 апреля 1803, Райн, Королевство Бавария — 20 января 1890, Мюнхен) — немецкий композитор и капельмейстер. 

## Биография
С 7-летнего возраста обучался музыке у своего отца, церковного органиста Антона Лархнера. Вся его семья была музыкальной, в том числе известности достигли братья:
- Игнац[нем.] (1807—1895) — композитор;
- Винцент[нем.] (1811—1895) — композитор;
- Теодор[нем.] (1795—1877; сводный брат) — органист.

В 1810—1816 гг. учился в гимназиях Нойбурга и Мюнхена. С 1822 г. — учитель музыки в Мюнхене. В 1823—1827 гг. служил органистом протестантской церкви в Вене. С 1827 г. — вице-капельмейстер, с 1829 г. — первый капельмейстер венского Кернтнертор-театра. В 1834—1836 гг. — придворный капельмейстер в Мангейме. 
Живя в Вене, встречался с Л. Бетховеном, С. Зехтером и был дружен с Ф. Шубертом, про которого позднее говорил: «Жаль, что Шуберт учился не так много, как я, иначе при его чрезвычайном таланте из него так же получился бы мастер».
С 1836 жил в Мюнхене. В 1836—1867 гг. — главный дирижёр Баварской оперы; дирижировал также концертами в Академии музыки и придворной капелле. Одновременно в 1852—1865 гг. — генеральмузикдиректор в Мюнхене. Возглавлял музыкальные фестивали в Мюнхене (1855, 1863), Зальцбурге (1855), Ахене (1861—1870).
Среди его учеников — композиторы Лео Грилль, Йиржи Геролд, Йозеф Райнбергер, Франц Вюльнер и теоретик музыки Юлий Гей.
Похоронен на Старом южном кладбище Мюнхена.

## Творчество
Автор более чем 200 произведений. В оркестровых произведениях проявил себя мастером контрапункта. В симфонической и камерной музыке считается последователем И. С. Баха, Г. Ф. Генделя, Ф. Шуберта. Один из основателей жанра оркестровой сюиты.
В 1854 году положил на музыку разговорные диалоги в опере Л. Керубини «Медея», что придало ей большее единство и силу.
оперы
- «Поручительство» (Die Bürgschaft; 1828, Будапешт)
- «Алидиа» (Alidia; 1839, Мюнхен)
- «Катарина Корнаро» (Catarina Cornaro; 1841, Мюнхен)
- «Бенвенуто Челлини» (Benvenuto Cellini; 1849, Мюнхен)

песни
для хора
- две оратории
- реквием
- мессы

симфоническая музыка
- семь симфоний (1828, 1833, 1834, 1834, 1837, 1839, 1851)
- «Sinfonia passionata» (1835)
- восемь сюит (1861, 1862, 1864, 1865, 1868, 1871, 1881, 1874)
- увертюры

камерная музыка
- семь струнных квартетов (1843, 1843, 1843, 1849, 1849, 1850, ?)

для органа
- сонаты
- фуги

для фортепиано
- пьесы
- сонаты (в том числе для фортепиано в 4 руки)
- скерцо

концерты
- два — для арфы с оркестром (1828, 1833)
- для флейты с оркестром (1832).

## Награды и признание
- Орден Максимилиана «За достижения в науке и искусстве» (1853)
- почётный доктор философии Мюнхенского университета (1863)
- почётный гражданин Мюнхена.